# Yutz
Yutz (fràncic lorenès Jäitz) és un municipi francès situat al departament del Mosel·la i a la regió del Gran Est. L'any 2007 tenia 16.019 habitants.

## Fills il·lustres
- Elisabeth Grümmer (1911-1986), fou una soprano.

### Població
El 2007 la població de fet de Yutz era de 16.019 persones. Hi havia 6.640 famílies, de les quals 2.096 eren unipersonals (848 homes vivint sols i 1.248 dones vivint soles), 1.758 parelles sense fills, 2.150 parelles amb fills i 636 famílies monoparentals amb fills.
La població ha evolucionat segons el següent gràfic:
Habitants censats

### Habitatges
El 2007 hi havia 7.166 habitatges, 6.792 eren l'habitatge principal de la família, 22 eren segones residències i 353 estaven desocupats. 3.204 eren cases i 3.949 eren apartaments. Dels 6.792 habitatges principals, 3.748 estaven ocupats pels seus propietaris, 2.924 estaven llogats i ocupats pels llogaters i 120 estaven cedits a títol gratuït; 66 tenien una cambra, 556 en tenien dues, 1.638 en tenien tres, 1.593 en tenien quatre i 2.939 en tenien cinc o més. 4.833 habitatges disposaven pel capbaix d'una plaça de pàrquing. A 3.405 habitatges hi havia un automòbil i a 2.480 n'hi havia dos o més.

### Piràmide de població
La piràmide de població per edats i sexe el 2009 era:
| Homes | Edats   | Dones |
| ----- | ------- | ----- |
| 4     | 95 o +  | 16    |
| 20    | 90 a 94 | 64    |
| 48    | 85 a 89 | 132   |
| 52    | 80 a 84 | 148   |
| 216   | 75 a 79 | 300   |
| 268   | 70 a 74 | 300   |
| 408   | 65 a 69 | 380   |
| 336   | 60 a 64 | 424   |
| 344   | 55 a 59 | 304   |
| 416   | 50 a 54 | 436   |
| 504   | 45 a 49 | 524   |
| 492   | 40 a 44 | 552   |
| 520   | 35 a 39 | 496   |
| 656   | 30 a 34 | 584   |
| 620   | 25 a 29 | 652   |
| 317   | 20 a 24 | 436   |
| 488   | 15 a 19 | 448   |
| 444   | 10 a 14 | 448   |
| 540   | 5 a 9   | 508   |
| 448   | 0 a 4   | 384   |

## Economia
El 2007 la població en edat de treballar era de 10.578 persones, 7.951 eren actives i 2.627 eren inactives. De les 7.951 persones actives 7.072 estaven ocupades (3.768 homes i 3.304 dones) i 880 estaven aturades (385 homes i 495 dones). De les 2.627 persones inactives 717 estaven jubilades, 918 estaven estudiant i 992 estaven classificades com a «altres inactius».

### Ingressos
El 2009 a Yutz hi havia 6.746 unitats fiscals que integraven 15.987,5 persones, la mediana anual d'ingressos fiscals per persona era de 17.784 €.

### Activitats econòmiques
Dels 578 establiments que hi havia el 2007, 23 eren d'empreses extractives, 8 d'empreses alimentàries, 2 d'empreses de fabricació de material elèctric, 3 d'empreses de fabricació d'elements pel transport, 22 d'empreses de fabricació d'altres productes industrials, 66 d'empreses de construcció, 146 d'empreses de comerç i reparació d'automòbils, 17 d'empreses de transport, 42 d'empreses d'hostatgeria i restauració, 5 d'empreses d'informació i comunicació, 18 d'empreses financeres, 25 d'empreses immobiliàries, 65 d'empreses de serveis, 78 d'entitats de l'administració pública i 58 d'empreses classificades com a «altres activitats de serveis».
Dels 167 establiments de servei als particulars que hi havia el 2009, 1 era una comissaria de policia, 1 oficina de correu, 10 oficines bancàries, 5 funeràries, 20 tallers de reparació d'automòbils i de material agrícola, 3 tallers d'inspecció tècnica de vehicles, 2 establiments de lloguer de cotxes, 4 autoescoles, 8 paletes, 12 guixaires pintors, 7 fusteries, 14 lampisteries, 9 electricistes, 5 empreses de construcció, 22 perruqueries, 2 veterinaris, 1 agència de treball temporal, 22 restaurants, 10 agències immobiliàries, 3 tintoreries i 6 salons de bellesa.
Dels 49 establiments comercials que hi havia el 2009, 4 eren supermercats, 1 un supermercat, 1 una gran superfície de material de bricolatge, 4 botiges de menys de 120 m², 7 fleques, 3 carnisseries, 3 llibreries, 6 botigues de roba, 5 botigues d'equipament de la llar, 2 sabateries, 2 botigues d'electrodomèstics, 3 botigues de mobles, 2 botigues de material esportiu, 1 un drogueria, 1 una perfumeria i 4 floristeries.
L'any 2000 a Yutz hi havia 8 explotacions agrícoles que ocupaven un total de 117 hectàrees.

## Equipaments sanitaris i escolars
El 2009 hi havia 4 farmàcies i 1 ambulància.
El 2009 hi havia 7 escoles maternals i 6 escoles elementals. Yutz disposava d'un col·legi d'educació secundària amb 729 alumnes.
Yutz disposava d'un centre de formació no universitària superior. Disposava de 2 centres universitaris, dels quals 1 era un institut universitari i 1 una escola d'enginyers.

## Poblacions més properes
El següent diagrama mostra les poblacions més properes.